# Francisco A. Vélez
Francisco Antonio del Corazón de Jesús Vélez de las Cuevas y Gallardo (Xalapa-Enríquez, Veracruz, 22 de julio de 1830-Ciudad de México, 25 de febrero de 1919), también conocido como Antonio Á. Vérez, fue un militar y político mexicano que desempeñó como gobernador de Querétaro en 2 ocasiones, desde el 1 de noviembre al 20 de diciembre de 1876.
Ingresó al Colegio Militar de Chapultepec y en 1846 a la Guardia Nacional de Orizaba, con el cargo subteniente. Participó en la defensa del Puerto de Veracruz durante la primera invasión estadounidense de 1847.

## Biografía
Nació en Xalapa, Veracruz, el 22 de julio de 1830. Fue tijo de Pedro Pablo María Vélez de Las Cuevas y Laurencio; comerciante, militar y administrador general de Correos, y Joaquina Gallardo Mendoza. Había tomado la carrera de las armas en el Colegio Militar de Chapultepec, uniéndose en 1846 a la Guardia Nacional de Orizaba como subteniente.En 1847 participó durante la invasión del Puerto de Veracruz por el bando norteamericano, en donde tuvo que hacer ondear en sus brazos la bandera mexicana cuya asta fue destrozada. Se graduó de general de brigada durante la Reforma, en el lado de los conservadores y en 1859 al ser miembro de ese régimen fue nombrado gobernador y comandante militar de Guanajuato, y en 1860, ocupó el mismo cargo en San Luis Potosí. Había participado en la Batalla Calpulalpan donde los conservadores fueron derrotados y tiempo después aprovechando el Decreto de Amnistía se separó de las fuerzas conservadores y se retiró a la vida civil. En 1866 volvió ahora en contra de las fuerza de Maximiliano. En enero de 1867 se unió a las tropas republicanas del general Vicente Riva Palacio.y formó parte del ataque de la ciudad de Querétaro, sitiada por Mariano Escobedo. Vélez tomó el Convento de la Cruz y logró que el general intervencionista Miguel López entregara el 15 de mayo de ese año.En 1869, durante 16 meses fue gobernador del Distrito Federal. Diputado General de Michoacán por Coalcomán, Maravatío, Apatzingán, Uruapan.